# 北青山病院

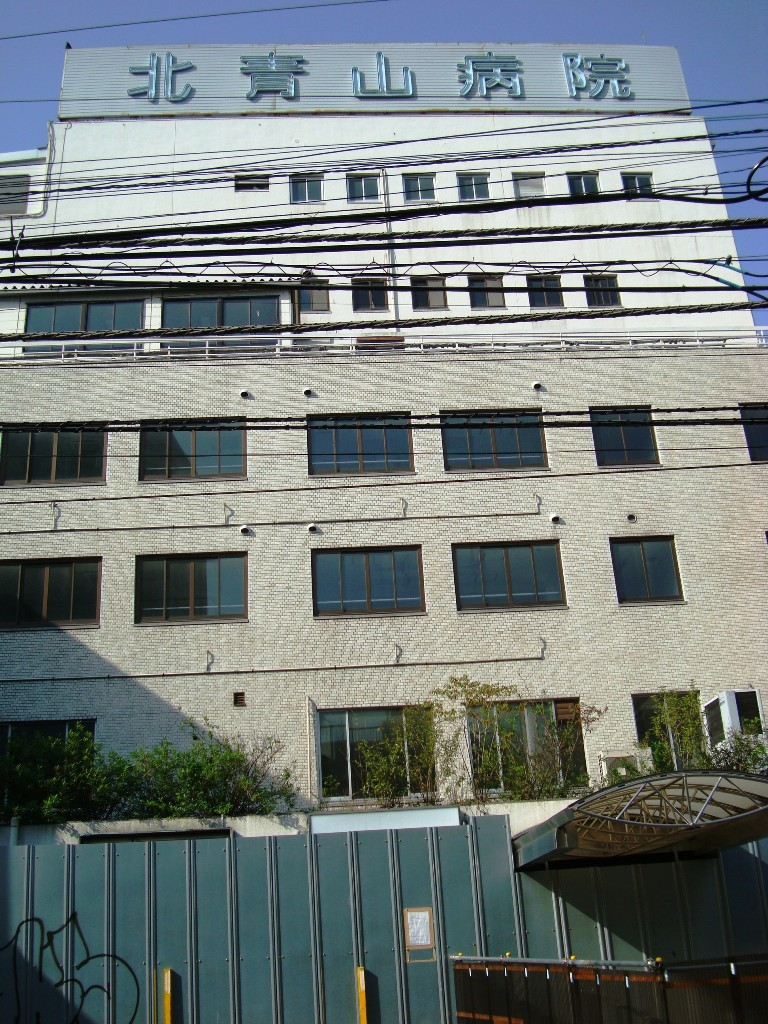
閉院後の北青山病院

北青山病院（きたあおやまびょういん）は、かつて東京・青山にあった総合病院である。正式名称は医療法人社団清潤会・北青山病院で、所在した青山・表参道地区においては東京都職員共済組合青山病院に次ぐ規模であったが、2008年（平成20年）春に閉院、法人も2010年（平成22年）に解散した。

## 概要
1952年（昭和27年）に青山外科病院（診療所）として開設され、1982年（昭和57年）に北青山病院と改称した。閉院前の病床数は48で、内科、呼吸器科、胃腸科、循環器科、外科、整形外科、皮膚科、肛門科、耳鼻咽喉科、リハビリテーション科を擁し、在宅医療や人間ドックも行っていた。

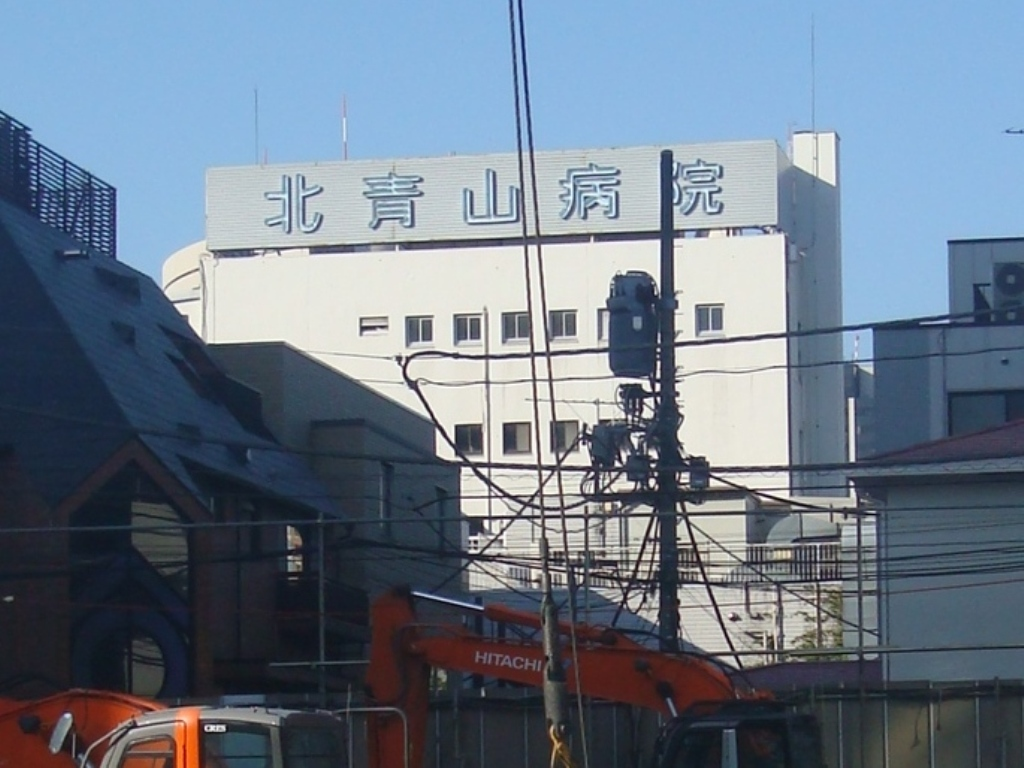
閉院後の北青山病院
（2011年）

病院は診療上には特記すべき特色を持たなかったが、東京・表参道の一等地にあったことから、しばしば世間の耳目を集める話題に係わった。
1986年（昭和61年）4月に投身自殺したアイドル、岡田有希子が投身同日にガスとリストカットにて自殺未遂を行った際に南青山の自宅マンションから救急搬送された病院として知られ、同日はマスコミが病院に殺到した。また、2007年（平成19年）9月には病院の土地建物を、共同所有していた病院理事長（2007年9月に退任）と法人が約47億円で不動産ファンドに売却したが、その際法人に売却益のうち約31億円の所得隠しがあったとして東京国税局が税務調査を行っている。さらに、この病院不動産売却に関しては、交渉にあたった清潤会理事で不動産ブローカーが別の病院事業で得た利益10億円の所得隠しをしていたほか詐欺罪で起訴された男だったほか、不動産売却益のうち多くが当時の理事長に渡ったとして清潤会が同理事長に対して利益返還訴訟を起こすなど、トラブルが相次いでいた。

## 所在地（当時）
- 東京都港区北青山三丁目9番（住居番号3号）
現況は商業施設ビル「表参道393」（2014年竣工）[7]